# منتخب ليتوانيا لكرة الطائرة للرجال
منتخب ليتوانيا لكرة الطائرة للرجال هو ممثل ليتوانيا الرسمي في المنافسات الدولية في كرة طائرة في فئة كرة الطائرة للرجال.